# Ипомея фиолетовая
Ипомея фиолетовая или ипомея фиалковая (лат. Ipomoea violacea) — вид кустарников рода Ипомея семейства вьюнковых (Convolvulaceae). Это вьющиеся растения, плодоносящие семянками. Их цветы опыляются медоносными пчелами.

## Этимология
Научное название рода «ипомея» образовано от греческих слов ips, означающего «червь», и homoios — «похожий». Согласно наиболее распространённой версии, оно дано по виду ползучей корневой системы у многих представителей этого рода, по альтернативной — за вьющийся «червеобразный» характер побегов многих видов ипомеи. Иногда растение упоминается под устаревшими ботаническими названиями, вошедшими в синонимику рода: фарбитис (Pharbitis), квамоклит (Quamoclit), луноцвет или калониктион (Calonyction) и некоторыми другими.
Садоводы иногда называют представителей рода обиходным названием вьюнок, хотя Вьюнок (Convolvulus) — другой род внутри семейства Вьюнковые (Convolvulaceae) с похожим обликом, или граммофончики, за сходство венчика цветков ипомеи с рупором граммофона.  В англоязычных источниках некоторые виды, в первую очередь Ipomoea violacea, обиходно называют англ. morning glory, что в русскоязычных материалах зачастую переводится как «утреннее сияние».
На языке ацтеков растение известно как аст. tlitlitzin.
В англоязычных источниках оно встречается под названиями morning glory, beach moonflower, moonflower, sea moonflower.
На Антильских островах это растение называют ночная красавица.
Под этими названиями известны следующие сорта, которые выращиваются во всем мире как декоративные растения: лат. ‘Blaustern’ ‘Blue morning glory’, ‘Crimson rambler’, ‘Darling’, ‘Heavenly Blue’ (‘Kaiserwinde’, ‘Blaue Trichterwinde’), ‘Klimmende blauwe winde’, (Dutch) ‘Morning glory’, ‘Pearly Gates’, ‘Summer Skies’, ‘Blue Star’, ‘Flying Saucers’, и ‘Wedding Bells’.
Синонимия вида включает следующие названия:
- Calonyction grandiflorum (Jacq.) Choisy
- Calonyction jacquinii G. Don
- Calonyction tuba (Schltdl.) Colla
- Convolvulus grandiflorus Jacq.
- Convolvulus tuba Schltdl.
- Ipomoea glaberrima Bojer ex Hook.
- Ipomoea grandiflora (Jacq.) Hallier f.
- Ipomoea longiflora R. Br.
- Ipomoea macrantha Roem. & Schult.
- Ipomoea tuba (Schltdl.) G. Don

## Описание

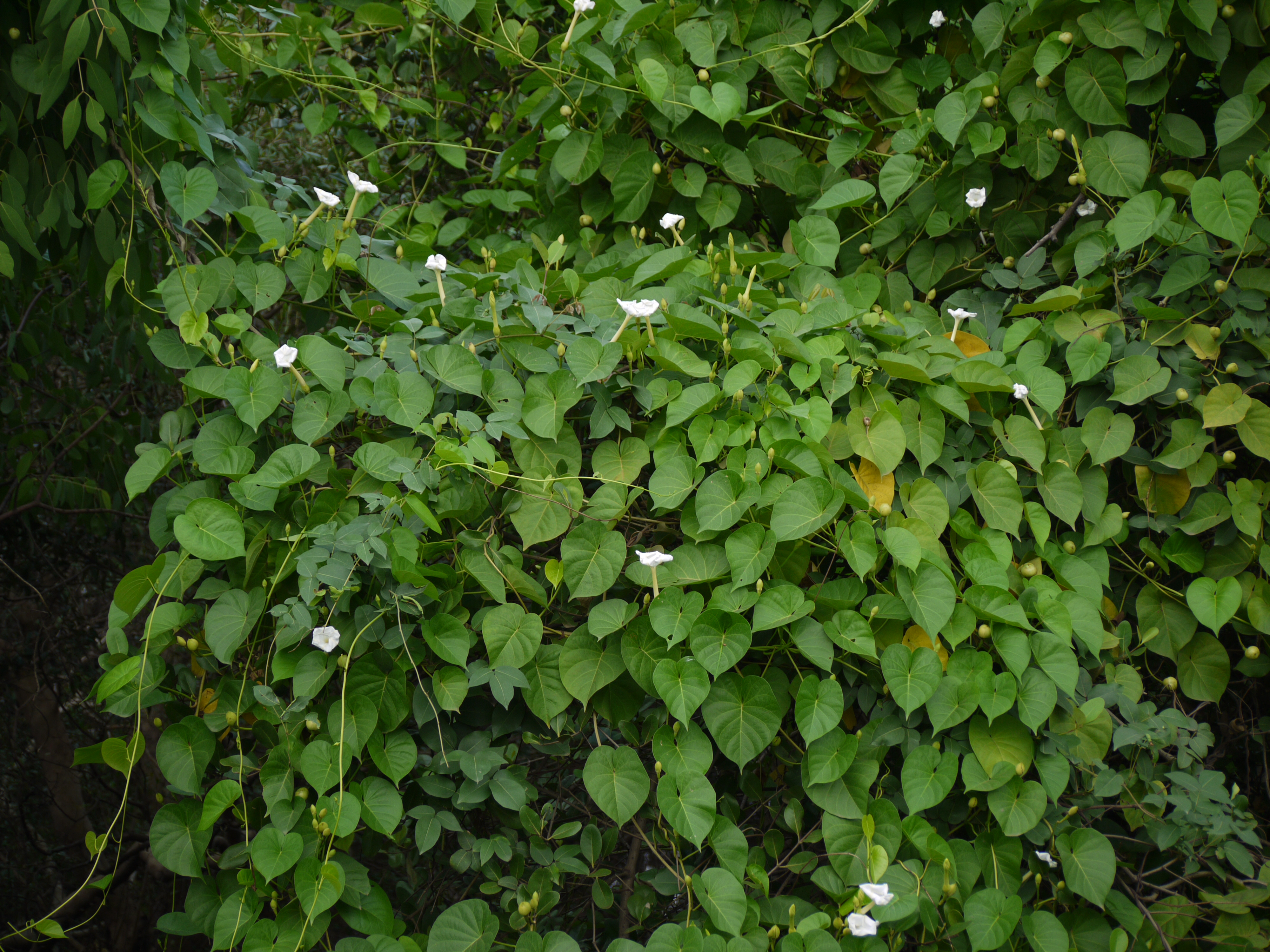
Общий вид цветущего растения

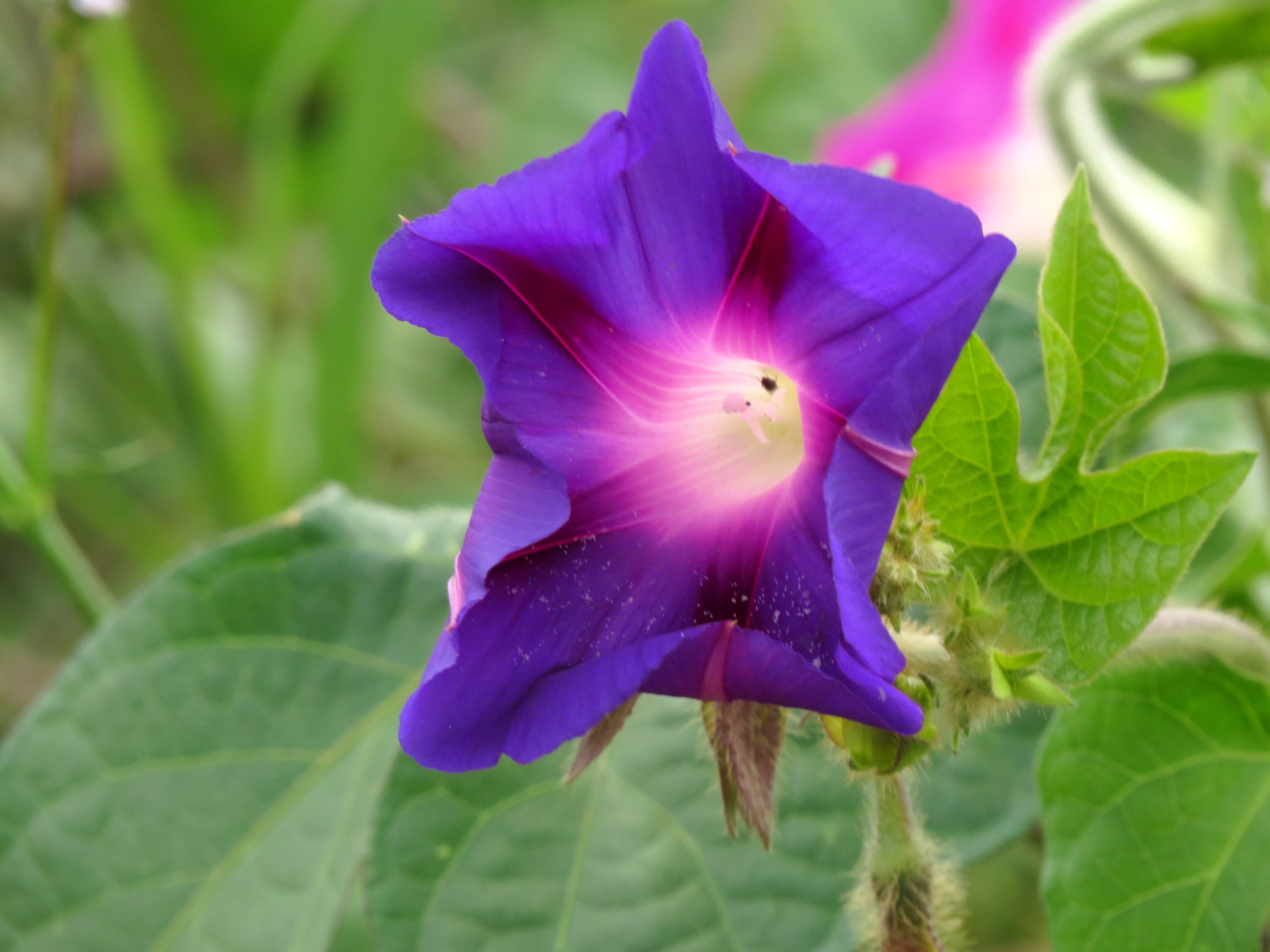
Batatilla (Ipomoea violacea)

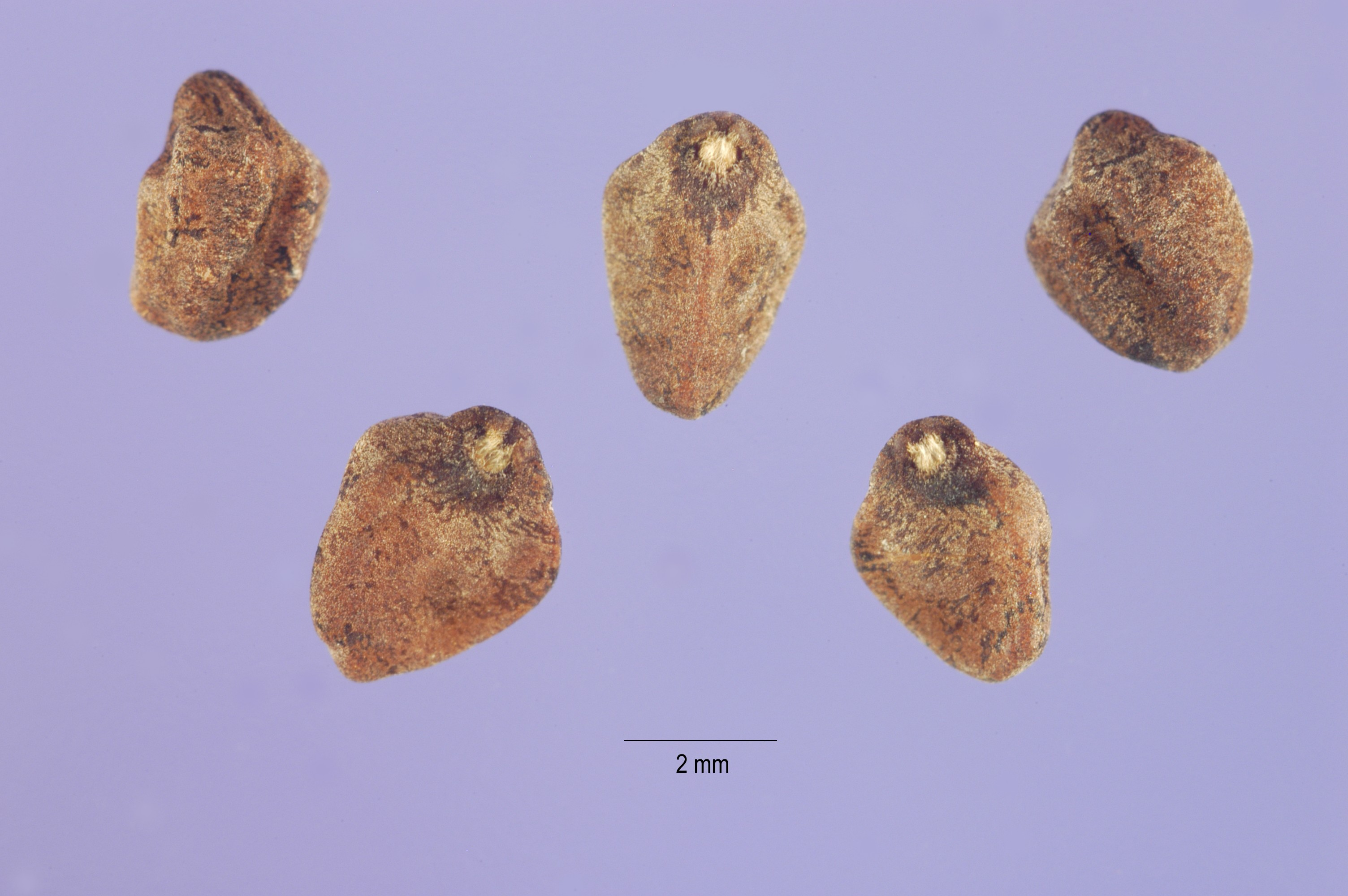
Семена

Многолетняя лиана; извивающаяся лоза до 15 м, производящая обильный млечный сок; стебли цилиндрические, часто продольно морщинистые, достигающие 2-3 см в диаметре, основание деревянистое, молодые части травянистые, ползучие или листопадные, голые.
Черешок 3,5-11 см; листовая пластинка округлая или яйцевидная, 5-16 X 5-14 см, основание глубоко сердцевидное; доли округлые или редко угловатые, цельные или редко с 1-3 долями, верхушка заостренная, слизистая; боковых жилок 7 или 8 пар.
Соцветия 1- или малоцветковые; цветонос часто 2,5-4,5(-7) см. Цветоножка 1,5-3 см, в плодах утолщенная и лопатовидная.
Цветки ночные. Чашелистики округлые, равные или на 2 наружных короче, 1,5-2,5 см, тонко кожистые, верхушки тупые или выемчатые, слизистые. Венчик белый, с зелеными серединными полосами, шаровидный, 9-12 см; конечность 8-10 см в диаметре. Тычинки есть, нити расположены у основания трубки венчика. Пестик есть, завязь голая. Рыльце 2-лопастное. Цвет её колоколообразных цветков может варьировать от белого до красного, фиолетового, синего, или фиолетово-синего.
Плоды овальной формы 1,25 см в длину. Коробочка светло-коричневая, от яйцевидной до шаровидной формы, 2-2,5 см, голая. Верхушки плодов увеличенные и отогнутые.
Семена чёрные, продолговатые, угловатой формы, 1-1,2 см, плотно прилегающие, по краям с сероватыми волосками длиной около 3 мм. 2n = 30.

## Распространение
Растение родом из тропических районов Мексики, Пуэрто-Рико, Виргинских островов США, сопредельных Соединенных Штатов, Бразилии и Тихоокеанского бассейна, за исключением Гавайских островов. В настоящее время встречается в тропических и субтропических районах по всему миру. В умеренных зонах растение встречается только как декоративный однолетник.
Также встречается в Гватемале и Вест-Индии.

## Ритуальное использование
Сапотеки используют семена ипомеи в своих обрядах. Черные семена ипомеи часто называют macho, «мужскими». Мексиканские шаманы употребляют семена Ipomoea violacea, известные как badoh negro, в пищу во время ритуалов исцеления. Mamas (жрецы-шаманы) племени коги в колумбийском Сьерра-Мадре, как говорят, используют Ipomoea violacea в ритуальных целях.
САПОТЕКСКАЯ МОЛИТВА BADOH NEGRO: — Во имя Господа и святой Богородицы,
 будь милосерден и даруй исцеление,
 и расскажи нам, возлюбленная Богоматерь,
 что беспокоит страждущего человека!
Вполне вероятно, что народы, говорящие на языке науа (например, ацтеки), ритуально использовали семена Ipomoea violacea в ритуалах в доиспанские времена. Свидетельства ритуального использования tlitlitzin-а в колониальный период можно найти в отчете Педро Понсе.

## Психоактивные свойства
Семена некоторых сортов Ipomoea violacea содержат психоактивные вещества и традиционно используются коренными американцами в магических ритуалах.
Действующим веществом Ipomoea violacea является эргин (амид лизергиновой кислоты), родственный ЛСД. Как правило, содержание алкалоидов в семенах довольно низкое (порядка 0,05 %), но встречаются сорта с более высоким содержанием (до 1,3 %). Помимо эргина, семена Ipomoea violacea содержат незначительное количество эргометрина и α-гидроксиэтиламида лизергиновой кислоты(LSH).